# Bouillé-Saint-Paul
Bouillé-Saint-Paul és un municipi francès situat al departament de Deux-Sèvres i a la regió de la Nova Aquitània. L'any 2007 tenia 411 habitants.

## Demografia

### Població
El 2007 la població de fet de Bouillé-Saint-Paul era de 411 persones. Hi havia 159 famílies de les quals 48 eren unipersonals (12 homes vivint sols i 36 dones vivint soles), 63 parelles sense fills, 40 parelles amb fills i 8 famílies monoparentals amb fills.
La població ha evolucionat segons el següent gràfic:
Habitants censats

### Habitatges
El 2007 hi havia 188 habitatges, 163 eren l'habitatge principal de la família, 15 eren segones residències i 10 estaven desocupats. 187 eren cases i 1 era un apartament. Dels 163 habitatges principals, 133 estaven ocupats pels seus propietaris, 26 estaven llogats i ocupats pels llogaters i 5 estaven cedits a títol gratuït; 1 tenia una cambra, 11 en tenien dues, 26 en tenien tres, 47 en tenien quatre i 79 en tenien cinc o més. 105 habitatges disposaven pel capbaix d'una plaça de pàrquing. A 75 habitatges hi havia un automòbil i a 61 n'hi havia dos o més.

### Piràmide de població
La piràmide de població per edats i sexe el 2009 era:
| Homes | Edats   | Dones |
| ----- | ------- | ----- |
| 0     | 95 o +  | 0     |
| 0     | 90 a 94 | 0     |
| 0     | 85 a 89 | 0     |
| 8     | 80 a 84 | 0     |
| 24    | 75 a 79 | 32    |
| 12    | 70 a 74 | 8     |
| 8     | 65 a 69 | 8     |
| 4     | 60 a 64 | 8     |
| 4     | 55 a 59 | 4     |
| 20    | 50 a 54 | 12    |
| 12    | 45 a 49 | 16    |
| 16    | 40 a 44 | 8     |
| 8     | 35 a 39 | 8     |
| 4     | 30 a 34 | 20    |
| 16    | 25 a 29 | 16    |
| 4     | 20 a 24 | 4     |
| 12    | 15 a 19 | 16    |
| 12    | 10 a 14 | 12    |
| 12    | 5 a 9   | 4     |
| 8     | 0 a 4   | 12    |

## Economia
El 2007 la població en edat de treballar era de 252 persones, 170 eren actives i 82 eren inactives. De les 170 persones actives 158 estaven ocupades (79 homes i 79 dones) i 12 estaven aturades (5 homes i 7 dones). De les 82 persones inactives 28 estaven jubilades, 22 estaven estudiant i 32 estaven classificades com a «altres inactius».

### Ingressos
El 2009 a Bouillé-Saint-Paul hi havia 168 unitats fiscals que integraven 391 persones, la mediana anual d'ingressos fiscals per persona era de 13.718 €.

### Activitats econòmiques
Dels 7 establiments que hi havia el 2007, 2 eren d'empreses de construcció, 1 d'una empresa de comerç i reparació d'automòbils, 1 d'una empresa d'hostatgeria i restauració, 1 d'una empresa de serveis i 2 d'empreses classificades com a «altres activitats de serveis».
Dels 3 establiments de servei als particulars que hi havia el 2009, 1 era una lampisteria, 1 electricista i 1 restaurant.
L'any 2000 a Bouillé-Saint-Paul hi havia 35 explotacions agrícoles que ocupaven un total de 1.349 hectàrees.

## Equipaments sanitaris i escolars
El 2009 hi havia una escola elemental integrada dins d'un grup escolar amb les comunes properes formant una escola dispersa.

## Poblacions més properes
El següent diagrama mostra les poblacions més properes.